# 韋載
韋 載（い さい、生没年不詳）は、南朝梁から陳にかけての人物。字は徳基。本貫は京兆郡杜陵県。

## 経歴
南朝梁の黄門侍郎の韋正（韋叡の子）の子として生まれた。幼くして聡明で学問を好んだ。12歳のとき、叔父の韋棱に連れられて劉顕と面会したが、劉顕が韋載に『漢書』について10の質問をすると、韋載は問題ごとに応答してよどみがなかった。南朝梁の邵陵王法曹参軍を初任とし、太子舎人・尚書三公郎に転じた。
侯景の乱が起こると、韋載は元帝の承制のもとで中書侍郎となった。まもなく建威将軍・尋陽郡太守となり、都督の王僧弁の下で従軍して侯景を討った。王僧弁の軍が湓城に進出したとき、魯悉達や樊俊らはおのおの兵を擁して、情勢を観望していた。韋載は元帝により仮節・都督太原高唐新蔡三郡諸軍事・高唐郡太守に任じられ、命を受けて魯悉達らを説得し、侯景を討つための軍を出させた。王僧弁の軍が東下すると、韋載は3郡の兵を率いて焦湖から柵口に出て、王僧弁と梁山で合流した。侯景の乱が平定されると、韋載は冠軍将軍・琅邪郡太守に任じられた。まもなく東陽郡や晋安郡に使者としておもむき、留異や陳宝応らを招撫した。信武将軍・義興郡太守に任じられた。
紹泰元年（555年）、陳霸先が王僧弁を殺害すると、韋載は杜龕とともに起兵して陳霸先にそむいた。陳霸先は周文育を義興郡に派遣して韋載を攻撃させた。韋載は義興の郡城に籠もって固く守った。周文育が城を攻撃してきたが、韋載の集めた義興郡の属県の兵士たちには陳霸先の旧兵が多かったため、韋載は兵を長鎖で繋いで監視しつつ、弩を周文育の軍に射かけさせた。10発のうち2発を当てない者には死を与えると宣告したため、弩の命中率はきわめて高く、周文育の兵の多くを斃した。周文育の軍が少し退いて距離を取ると、韋載は城外を流れる川に沿って柵を立てて、周文育と数十日間対峙した。陳霸先は周文育の軍の不利を聞くと、自らおもむいて水柵を攻め落とした。陳霸先が韋載の族弟の韋翽を派遣して王僧弁誅殺の意図を説明させ、あわせて南朝梁の敬帝の勅を示させると、韋載は武装を解除して陳霸先に投降した。ときに徐嗣徽・任約らが北斉の軍を率いて長江を渡り、石頭城に拠った。陳霸先が韋載に対応策を問うと、韋載は北斉の軍の東の糧道を断つよう勧めたため、陳霸先はその作戦に従った。
永定元年（557年）、南朝陳が建国されると、和戎将軍・通直散騎常侍の位を受けた。永定2年（558年）、軽車将軍に進んだ。まもなく散騎常侍・太子右衛率の位を加えられた。天嘉元年（560年）、病気を理由に官を辞した。江乗県の白山に居をかまえて、人との交際を断った。太建年間、家で死去した。享年は58。

## 伝記資料
- 『陳書』巻18 列伝第12
- 『南史』巻58 列伝第48